# 9775 Joeferguson
A 9775 Joeferguson (ideiglenes jelöléssel 1993 OH12) a Naprendszer kisbolygóövében található aszteroida. Eric Walter Elst fedezte fel 1993. július 19-én.